# Gustav Anton von Wietersheim
Gustav Anton von Wietersheim (Breslavia, 11 febbraio 1884 – Bonn, 25 aprile 1974) è stato un generale tedesco durante la seconda guerra mondiale. Guidò il XIV. Armeekorps (mot.) dalla sua creazione nel 1938 fino al 14 settembre 1942 durante la battaglia di Stalingrado.

## Prima guerra mondiale e periodo tra le due guerre
Nato a Breslavia nel 1884, Wietersheim frequentò un Kadettenanstalt (un istituto per cadetti militari) e iniziò la sua carriera militare nel 1902. Dal 1903 fino alla fine della prima guerra mondiale, Wietersheim continuò a prestare servizio nell'esercito e ricevette la Croce di ferro, di prima e seconda classe. Dopo la guerra, Wietersheim ebbe due incarichi simultanei come capitano nello stato maggiore della 3ª divisione, e anche nello stato maggiore dell'XXV corpo di riserva.
Fu promosso a maggiore e fu nominato Abteilungsleiter, o capo dipartimento, presso il Ministero della Difesa del Reich (Reichswehrministerium), l'organo governativo che determinava la politica generale della Reichswehr in relazione alla Repubblica di Weimar. Il 1º febbraio 1938, Wietersheim fu promosso a General der Infanterie, e ricevette il comando dell'XIV Panzer Corps.

Il 10 agosto 1938, Wietersheim fu chiamato al Berghof, il ritiro bavarese di Hitler, insieme a un gruppo di altri capi di stato maggiore della Wehrmacht di alto rango in modo che Hitler potesse tentare di persuaderli che l'invasione della Cecoslovacchia fosse un buon piano d'azione. La maggior parte dei generali non era convinta dalle argomentazioni di Hitler, ma in seguito i generali Jodl e von Manstein commentarono che Wietersheim, che era l'ufficiale di rango più alto presente (e il capo di stato maggiore del secondo gruppo d'armata del generale Wilhelm Adam, che era a capo di qualsiasi potenziale fronte occidentale), fu l'unico presente a discutere direttamente con Hitler sui difetti del suo piano, vale a dire che un'invasione della Cecoslovacchia avrebbe lasciato la linea Sigfrido lungo il confine franco-tedesco debole e a rischio di essere invasa in poche settimane se l'esercito francese avesse deciso di attaccare. Jodl riferì nel suo diario che Hitler "si infuriò" e urlò a Wietersheim: 

## Seconda guerra mondiale
Il XIV corpo motorizzato di Wietersheim partecipò all'invasione della Polonia nel 1939, dove combatté nella battaglia di Radom e nell'assedio di Varsavia, così come nella battaglia di Kock. Il corpo in seguito prese parte alla campagna di Francia nel 1940 mentre la Wehrmacht avanzava dalle Ardenne al canale della Manica.
Nel giugno 1941, l'unità sotto Wietersheim partecipò all'Operazione Barbarossa, dove, come parte del Primo Gruppo Panzer, prestò servizio con il Gruppo d'armate Sud sul settore meridionale del fronte orientale, avanzando via Lvov, Tarnopol e Žitomir verso Kremenčug e Mirgorod, e a sud fino a Marfinskaya nel settore Mius. Guidò il difficile e impressionante viaggio del Primo Gruppo Panzer a Kiev durante la battaglia di Kiev (1941), e partecipò alla battaglia di Rostov (1941).
All'inizio della battaglia di Stalingrado, Wietersheim usò i suoi carri armati per proteggere l'avanzata dal fiume Don al Volga, e fu criticato per aver utilizzato inappropriatamente una formazione corazzata. Subito dopo, avendo incontrato una resistenza eccezionalmente forte da parte delle truppe dell'Armata Rossa, suggerì un parziale ritiro, a causa delle elevate perdite tra le sue truppe a nord di Stalingrado, appena a ovest del Volga. Ritenuto colpevole di incompetenza e disfattismo, fu sollevato dal comando dal capo della sesta armata tedesca, Friedrich Paulus, e successivamente destituito da Hitler. Lo storico Alan Clark riferì che Wietersheim tornò in Germania dopo il suo licenziamento, riapparendo nel contesto militare solo nel 1945 come soldato semplice in un'unità Volkssturm della Pomerania.

## Dopoguerra
Wietersheim, come la maggior parte dei generali tedeschi di alto rango, diede la sua testimonianza ai Tribunali militari di Norimberga del dopoguerra, tenuti dal 1946 al 1949. Morì nel 1974 a Bonn, la capitale della Germania Ovest.